# HD 6434
HD 6434は、ほうおう座の方角にある8等級の恒星である。太陽に良く似た黄色の主系列星であるが、年齢は110億歳程度と古い星である。黄色の主系列星は、絶対等級がそれほど明るくないため、約138光年の距離では肉眼で見ることができない。理想的な観測環境であれば、双眼鏡を用いて見ることができる。
| 太陽 | HD 6434   |
| ---- | --------- |
| 太陽 | Exoplanet |

## 惑星系
2000年に、ラ・シヤ天文台における視線速度法による観測から、この恒星を公転している太陽系外惑星が発見された。
| 名称 （恒星に近い順） | 質量            | 軌道長半径 （天文単位） | 公転周期 (日)    | 軌道離心率    | 軌道傾斜角 | 半径 |
| --------------------- | --------------- | ----------------------- | ---------------- | ------------- | ---------- | ---- |
| b (Eyeke)             | >0.44 ± 0.01 MJ | 0.148 ± 0.002           | 22.0170 ± 0.0008 | 0.146 ± 0.025 | —          | —    |

## 名称
2019年、世界中の全ての国または地域に1つの系外惑星系を命名する機会を提供する「IAU100 Name ExoWorldsプロジェクト」において、HD 6434 はエクアドルに割り当てられる系外惑星系となった。このプロジェクトは、「国際天文学連合100周年事業」の一環として計画されたイベントの1つで、エクアドル国内での選考、国際天文学連合 (IAU) への提案を経て太陽系外惑星とその主星に固有名が承認されるものであった。2019年12月17日、IAUから最終結果が公表され、HD 6434はNenque、HD 6434 bはEyekeと命名された。いずれもエクアドルのアマゾン地域に居住するワオラニ族が使用しているワオラニ語で太陽、恒星、惑星、そしてそれらに関連するものを象徴する用語にちなんでおり、Nenqueは「太陽」、Eyekeは「近く」を意味する。Eyeleという名称は、HD 6434 bがHD 6434に近い軌道を公転していることから提案された。